# Hamdi Ulukaya
Hamdi Ulukaya (İliç, Turquía, 26 de octubre de 1972) es un empresario y filántropo multimillonario turco-kurdo. Originario de una familia dedicada a producción láctea en un pueblo pequeño en Turquía, Ulukaya emigró a los EE. UU. en 1994 para estudiar inglés y tomó unos cuantos cursos empresariales también. Bajo el consejo de su padre, en 2002 inició un modesto negocio de elaboración de queso feta.
Su éxito más grande surgió cuando tomó un riesgo mayor: Ulukaya adquirió una gran fábrica de yogur que estaba prácticamente en quiebra, en Nueva York en 2005,  región que había sido el centro de producción de lácteos e industria de queso. Sin haber tenido experiencia previa en el negocio de yogur,  ha creado un imperio de yogur, la fábrica Chobani, que tiene instalaciones en varios estados de EE. UU. Esta empresa está valuada en $1 billón en ventas anuales en menos de cinco años desde su lanzamiento, convirtiendo a esta marca de yogur en líder de los EE. UU. en el año 2011. La popularidad de su yogur estilo griego provocó el aumento participación en el mercado de los EE. UU. de al menos un 1% en 2007 a más del 50% en 2013. Ernst & Young nombró Ulukaya el Emprendedor Mundial del Año en 2013. El éxito de su yogur y el imperio que ha hecho, convirtió a Ulukaya en un multimillonario y creó nuevos empleos en varias regiones de EE. UU. Según Forbes, su patrimonio en el año 2016 es de $ 1.92 mil millones.